# 원죄 없이 잉태되신 성모 국립 대성당
원죄 없이 잉태되신 성모 국립 대성당(영어: Basilica of the National Shrine of the Immaculate Conception) 또는 성모 무염시태 국립 대성당(聖母無染始胎國立大聖堂)은 미국 워싱턴 D.C.에 있는 로마 가톨릭교회의 성당이다. 수호성인은 미국의 수호성인이기도 한 원죄 없이 잉태된 성모 마리아이다. 대성당은 미국에서 가장 큰 가톨릭 성당으로서 가톨릭 성당 건축물 중 최상위 등급인 대성전(大聖殿, basilica)으로 축성되었으며, 세계에서 여덟 번째로 큰 종교 건물이다. 또한 워싱턴 D.C.에서 가장 높은 건물이기도 하다. 해마다 미국뿐만 아니라 세계 각지에서 수백만 명의 순례자들이 대성당을 찾아오고 있다. 대성당은 미국 가톨릭 대학교로부터 기증받은 워싱턴 D.C. 북동쪽 미시간 애비뉴에 세워져 있다.
비잔틴 복고양식이 돋보이는 이 대성당은 1920년 필라델피아 업자인 존 맥샤인의 추진으로 건설 공사가 시작되어 1959년 공사를 다 마치지 못한 상태에서 개관하였다. 대성당은 성모 마리아에게 봉헌되었으며, 미국의 국립 대성당의 자격을 받았다. 하지만 이곳이 워싱턴 대교구의 대성당은 아니다. 워싱턴 대교구의 대성당은 성 마태오 사도 대성당이다. 한편, 성공회의 워싱턴 국립 대성당(Washington National Cathedral)과는 다르므로 구별해야 한다.
대성당에는 자체적인 본당 공동체가 존재하지 않는다. 그 대신에 대성당과 가까운 위치에 있는 미국 가톨릭 대학교와 미국 가톨릭 주교회의에서 이용하고 있으며, 또한 미국 전역의 여러 가톨릭 단체에서 찾아와 그들을 위한 미사가 여러 대 봉헌되고 있다.

## 건축

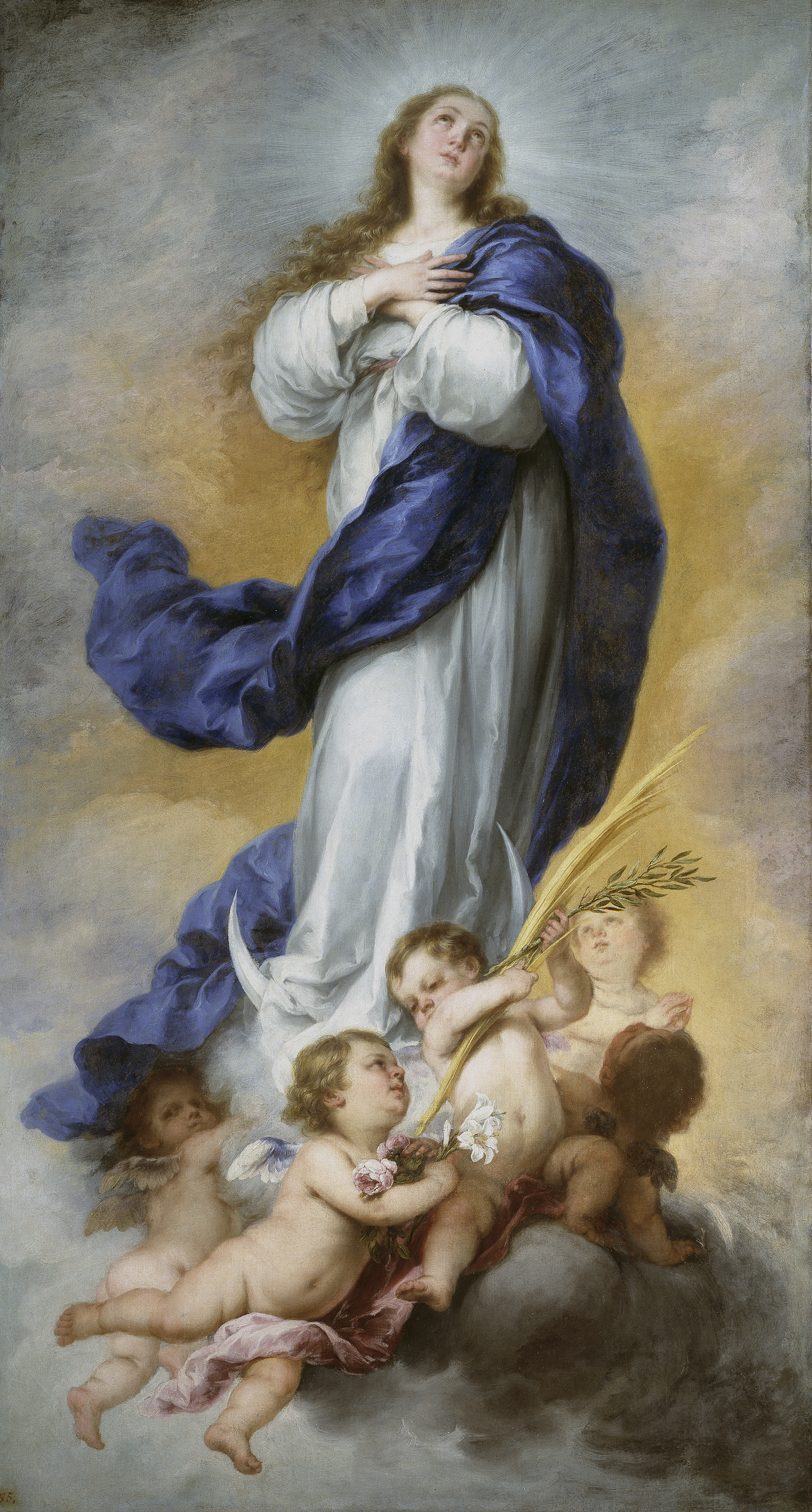
바르톨로메 에스테반 무리요가 그린 ‘원죄 없이 잉태되신 마리아’ 성화. 1923년 교황 비오 11세로부터 기증받았다.

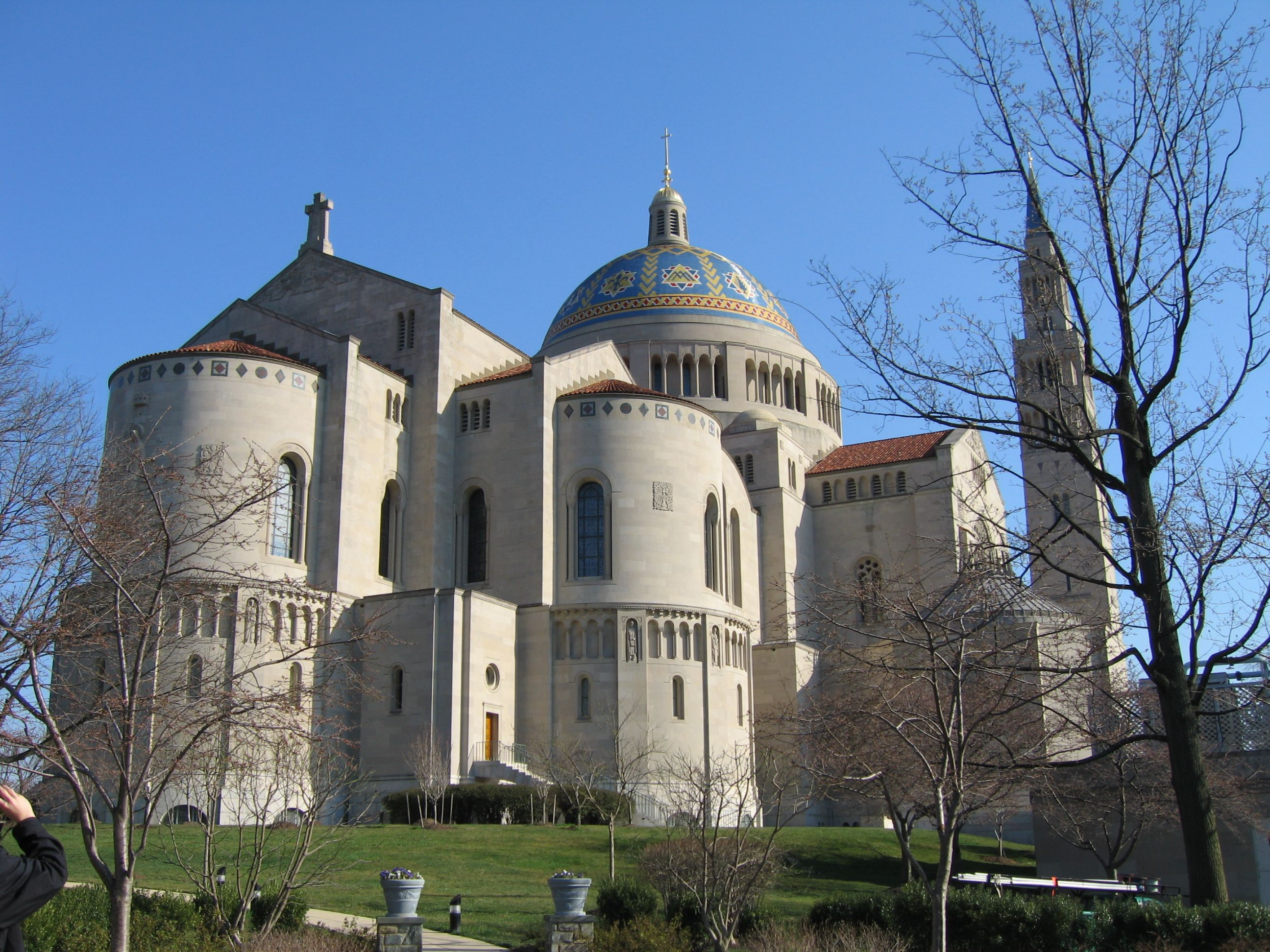
대성당 북쪽에 있는 마리아 정원에서 바라본 대성당의 외관.

대성당에는 성모 마리아와 가톨릭 이주민들과 여러 수도회를 기리기 위해 70개의 경당이 포함되어 있다. 그리스 양식으로 지어진 대성당은 이탈리아 베네치아의 산마르코 대성당과 흡사하지만, 그보다 더 많은 모자이크화로 장식되어 있다. 대성당 내부 돔을 덮은 모자이크화에서 전통적인 가톨릭 미술기법을 연출한 미국인들의 뛰어난 예술 솜씨를 엿볼 수 있다. 대성당 북쪽 방향의 애프스의 대형 모자이크화를 포함한 장식의 대부분은 대성당의 성화상 전담 위원회장을 맡은 예술가 얀 헨리크 드 로젠의 작품이다.
대성당의 외관은 길이 140미터에 폭 73미터이며, 돔은 맨 꼭대기에 있는 십자가까지 합해서 72미터에 달한다. 대성당의 중앙 돔 직경은 미국 국회의사당의 돔에 비해 겨우 2.1미터가 작을 뿐이다. 대성당은 중세 성당 양식으로 지어졌으며, 철근과 강화 콘크리트 대신에 석조물로 쌓아올린 벽과 기둥에 의지하고 있다. 그리고 2천명 이상을 수용할 수 있는 회중석을 설치하였으며, 지하 식당과 사제의 강론을 건물 뒤편까지 잘 전달될 수 있도록 내장형 공중 스피커 시스템을 설치하였다. 또한 에어컨과 당시(1959년) 세계에서 제일 큰 라디에이터 온열기와 같은 편의시설도 설치되었다.
대성당 안에는 수많은 예술 작품들이 전시되어 있는데, 아치에는 보는 방향에 따라 색깔이 변하는 타일로 장식되었으며 천장에는 거대한 원형 메달들이 설치되어 있다. 또한, 대성당 지하실에는 그리스도의 수난을 나타내는 십자가의 길 14처 조각상이 설치되어 있다.

## 역사

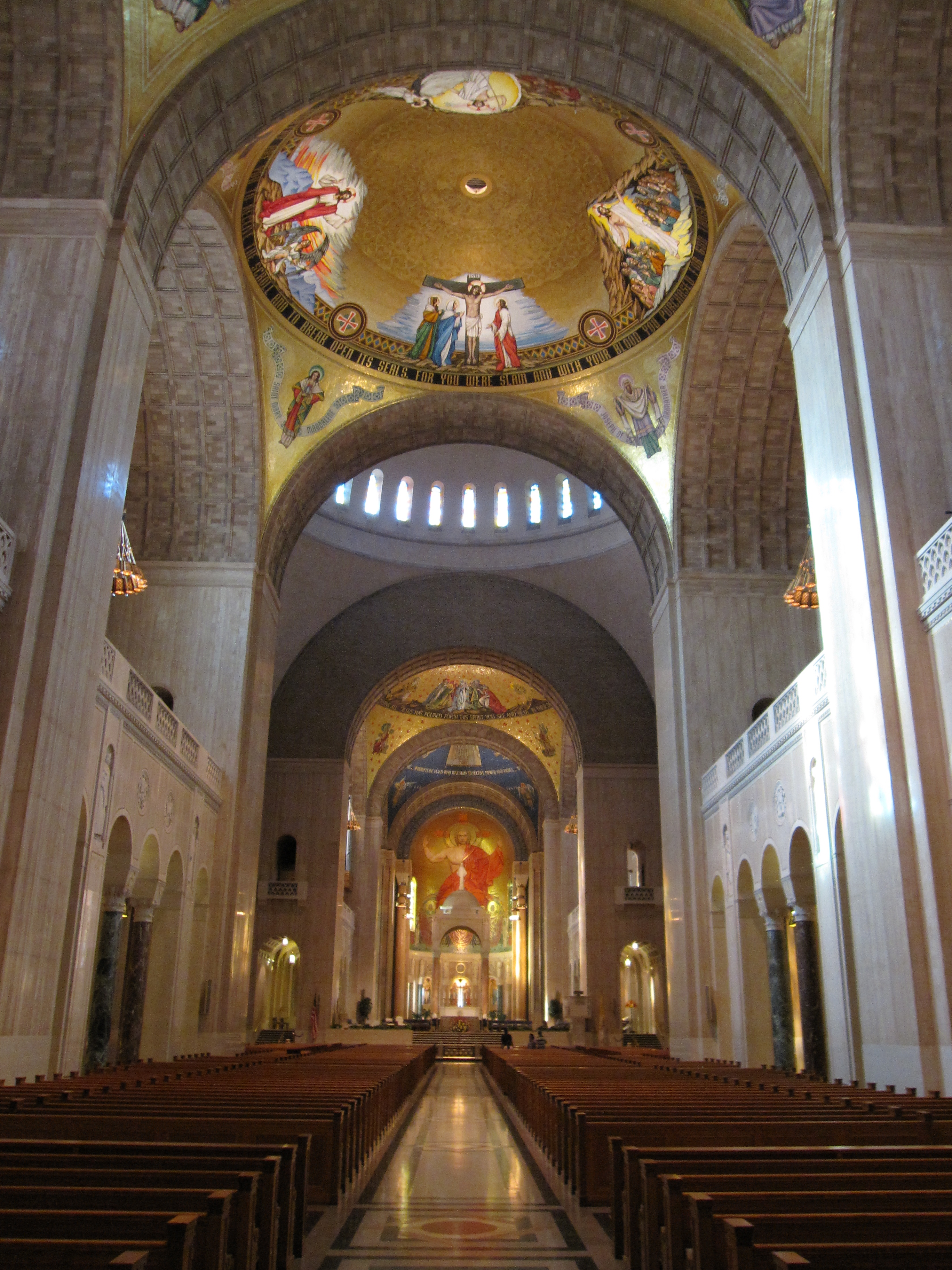
대성당 내부

1792년 볼티모어 교구장 주교이자 최초의 미국인 가톨릭 주교인 존 캐롤은 원죄 없이 잉태되신 복되신 동정 마리아에게 신생국 미국의 보호를 청원하는 기도를 작성해 바쳤다. 1847년 교황 비오 9세는 존 캐롤 주교의 요청을 받아들여 원죄 없이 잉태된 동정 마리아를 미국의 수호성인으로 선포하였다. 이후 수년간 미국에서는 성모 마리아를 기리기 위해 대성당을 짓자는 이야기가 오갔다.
미국 가톨릭 대학교의 총장이었던 토머스 조셉 샤한 주교는 미국의 수도인 워싱턴 D.C.에 원죄 없이 잉태된 동정 마리아를 기리는 국립 대성당을 짓자는 의견을 피력하였다. 1913년 8월 15일 샤한 주교는 이와 같은 의견을 교황 비오 10세에게 전달하였다. 샤한 주교는 교황으로부터 전폭적인 지지를 받아 개인적으로 400달러의 자금을 지원받았다. 미국으로 귀국한 샤한 주교는 대성당을 짓기 위해 미국 가톨릭 대학교 소유의 땅 서남쪽을 대성당을 건립할 부지로 기부해줄 것을 이사회에 요청하였다.
1914년 1월 샤한 주교는 대성당 건립 계획을 독려하기 위하여 소식지 《살베 레지나(Salve Regina)》 제1호를 발간하였다. 소식지에 실은 글을 통해 그는 대성당은 사랑과 은총의 기념비이자 인간의 손으로 돌로 만들 수 있는 가장 거룩하면서도 위대한 찬미가 될 것이라고 단언하였다. 그의 소식지는 곧 미국 전역의 교구에 널리 배포되었으며, 대성당을 짓기 위한 기부금이 워싱턴 D.C.로 쏟아져 들어오기 시작했다. 1915년 대성당의 주임사제로 필라델피아 교구의 버나드 맥케나 신부가 임명되면서 샤한 주교의 꿈은 한걸음 더 나아가게 되었다. 샤한 주교는 1932년 3월 9일 선종하기 전까지 대성당 건설을 직접 관리 감독하였다. 그의 시신은 대성당 경당에 안장되었다.
1919년 샤한 주교와 맥케나 신부는 대성당 건축 설계를 보스턴에 소재한 마기니스 앤 월시 건축회사에 위탁하였다. 처음에는 전통적인 고딕 건축 양식으로 대성당을 지으려고 하였다. 하지만 대성당이 보다 웅장하고 화려하기를 원했던 샤한 주교는 고딕 양식 대신에 하기아 소피아 대성당과 비슷한 비잔틴-로마네스크 양식으로 짓기로 하였다. 볼티모어 대교구장 제임스 기번스 추기경은 1920년 9월 23일 대성당의 주춧돌을 축복하였다. 이날 거행된 미사에는 미국 정부 관료들과 군 장교들, 외국 대사들 그리고 그 밖의 여러 저명인사들을 포함하여 약 만 명이 넘는 인파가 참석하였다. 1929년 대공황의 여파로 지하실 상층부 건설이 중단되었다. 또한 미국이 제2차 세계대전에 참전하게 되면서 대성당 공사는 더욱 불투명해지게 되었다.
세계대전이 종결된 후 1953년에 포트웨인 대교구장 존 놀 대주교와 워싱턴 D.C. 대교구장 패트릭 오보일의 지휘 아래 미국의 주교들은 대성당의 짓지 못한 남은 부분을 완공하는데 필요한 모금을 모으기로 결의하였다. 1959년 11월 20일 수천 명의 가톨릭 신자들이 주교들이 집전하는 대성당 상층 부분 봉헌식 자리에 참석하였다.
대성당 지하실에는 1968년 이래 교황 바오로 6세의 삼중관이 보관되어 있다. 1990년에 교황 요한 바오로 2세는 원죄 없이 잉태되신 성모 국립 대성당을 미국의 36번째 바실리카 성당으로 명명하였다. 2006년 8월 수년간에 걸친 작업 끝에 대성당 상층부 돔의 모자이크 작업이 완료되었다. 2007년 여름 공사를 마친 돔은 같은 해 11월 17일에 축성을 받았으며, 미국 가톨릭 대학교는 삼위일체 돔을 덮을 모자이크 그림 설계 공모전을 열었다. 공모전에서는 최종적으로 세 명의 신입생이 낸 작품이 선정되었다. 비록 그들이 제출한 디자인대로 정확하게 재현되지는 않았지만, 돔을 만들도록 선정된 예술가는 학생들이 낸 디자인을 가이드라인으로 삼을 예정이다. 실제로 그려질 모자이크 그림은 아직 발표되지 않았다. 2006년 대성당 지하실에 라방의 성모를 기념하는 작은 경당이 완공되었다.
2008년 미국을 사목 방문한 교황 베네딕토 16세는 원죄 없이 잉태되신 성모 국립 대성당을 찾아 황금 장미장을 하사하였다.

## 사진

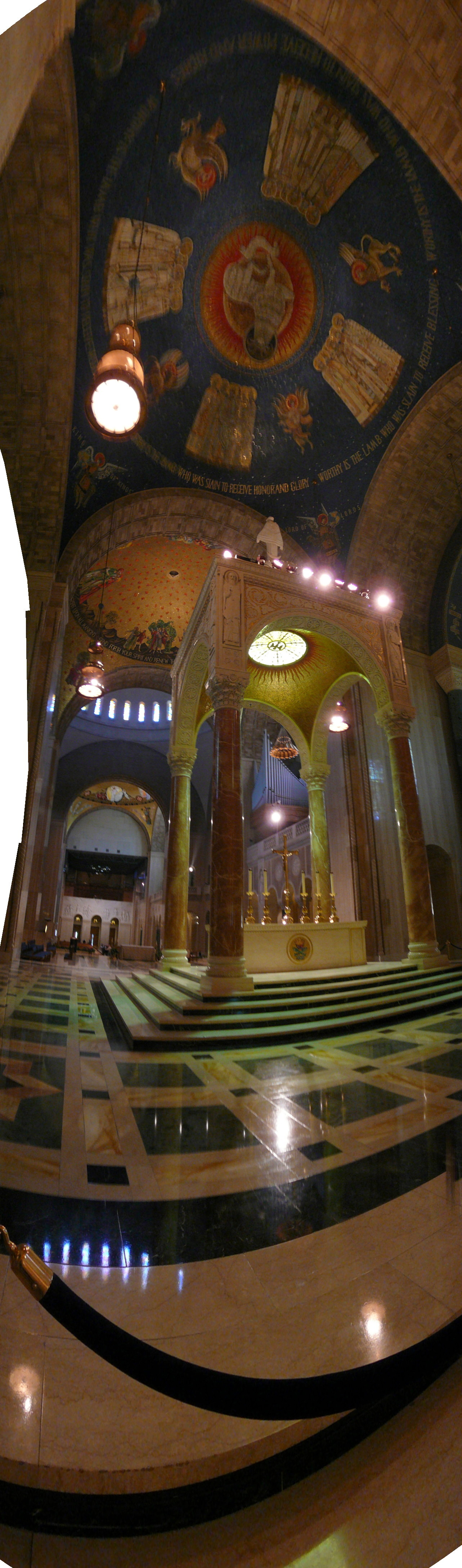
뒤쪽에서 바라본 천개(발다키노) 제대
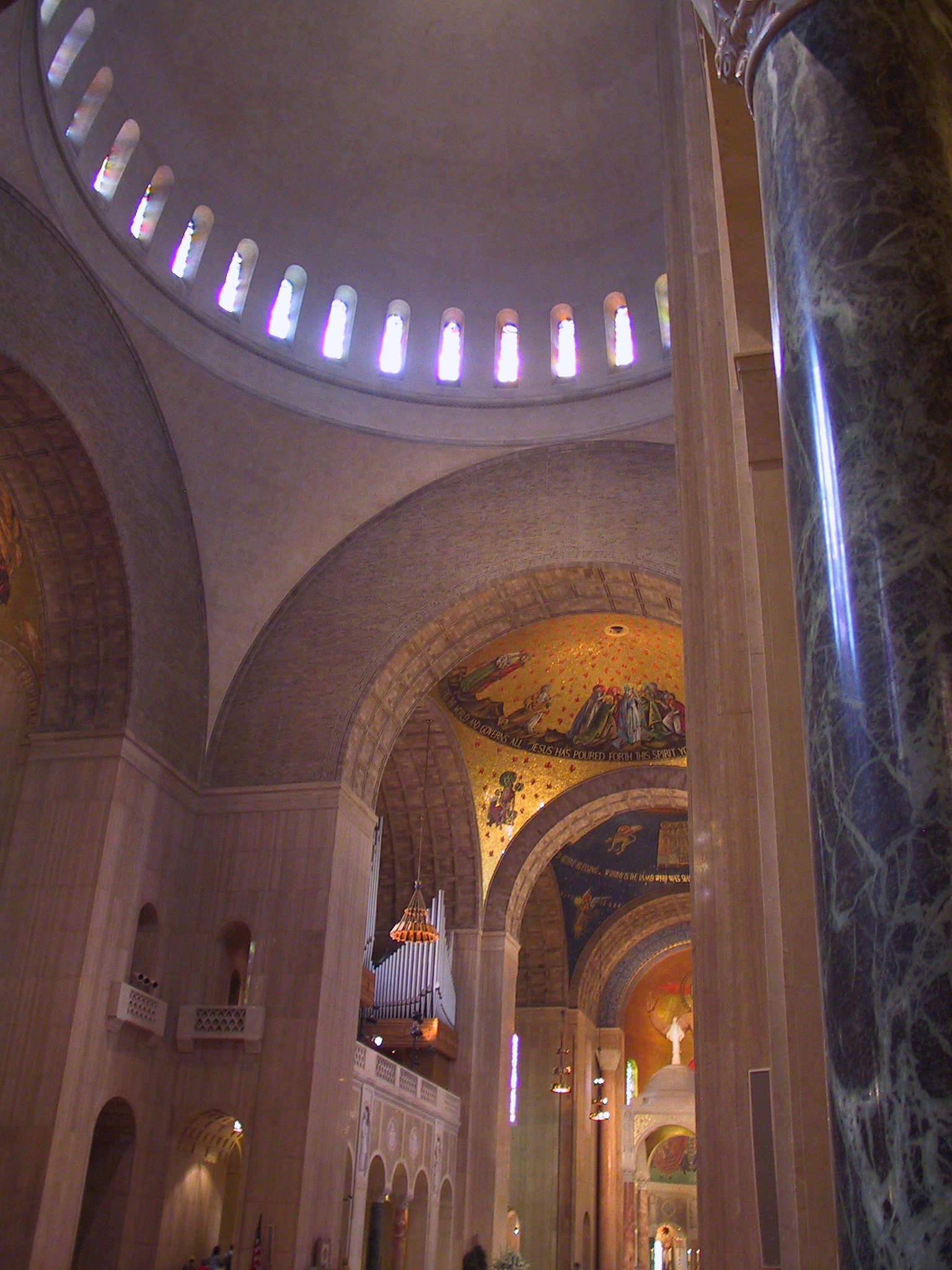
중앙 돔 내부, 2006년에 추가된 모자이크화
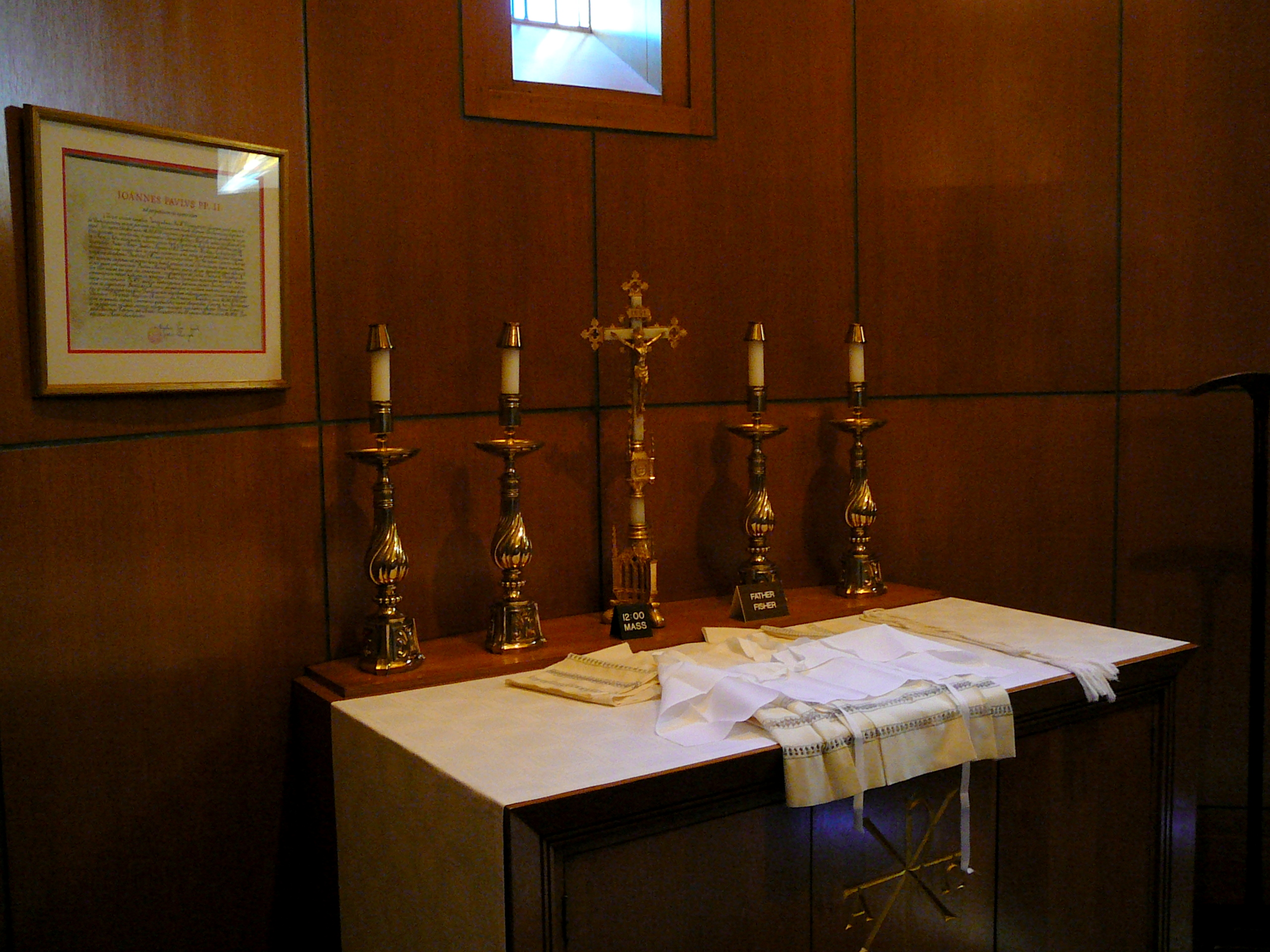
대성당 제의실에 있는 제대
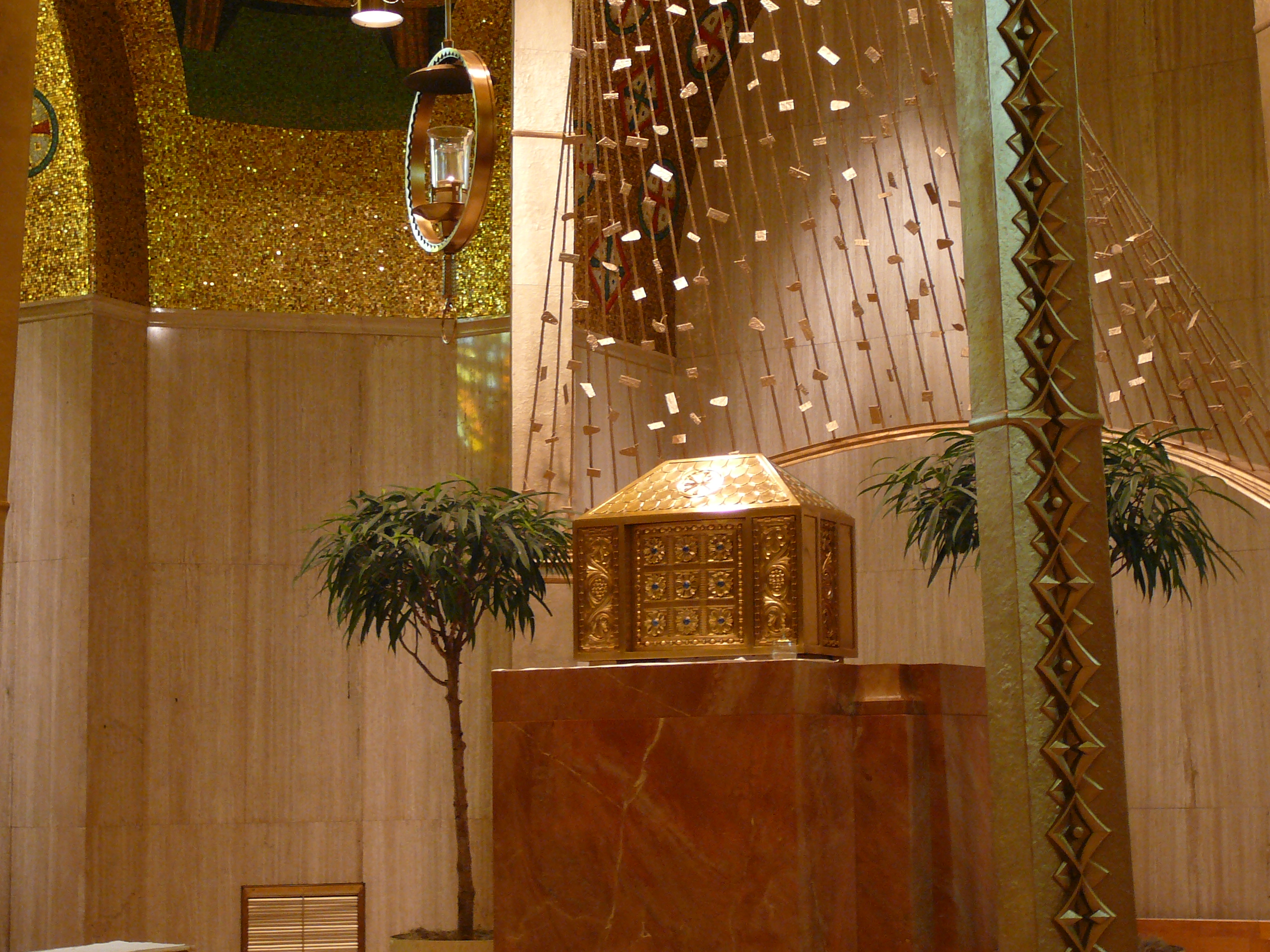
성체 경당의 감실
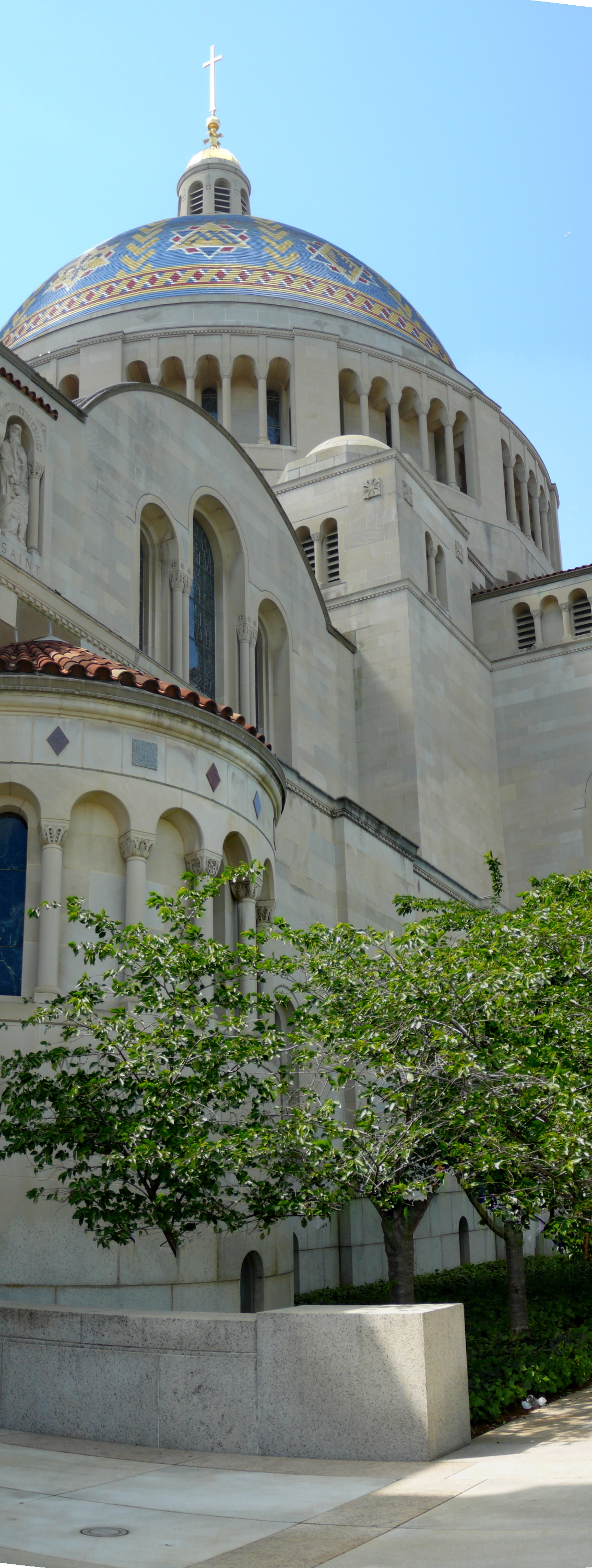
동쪽에서 바라본 외관
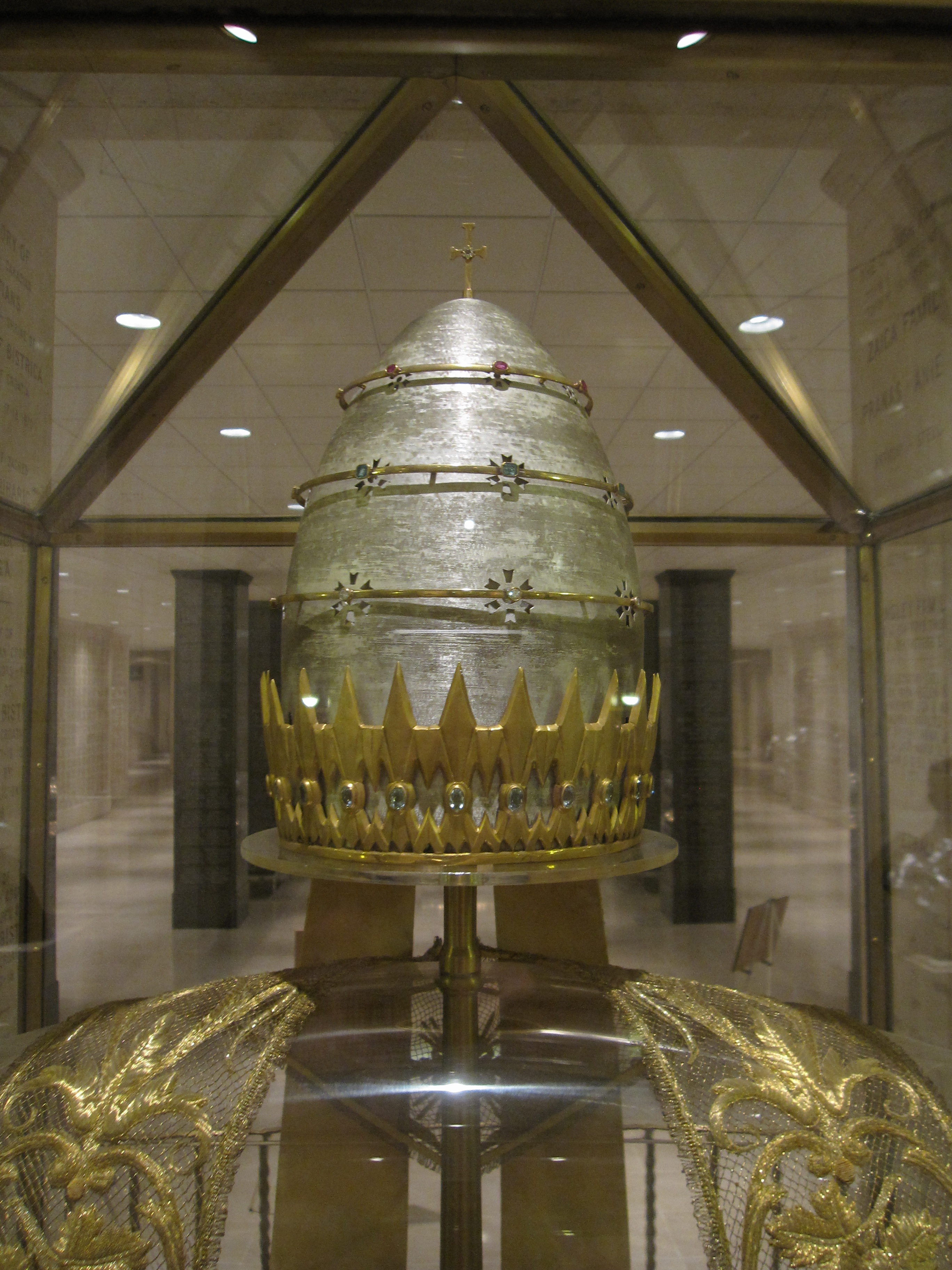
교황 바오로 6세의 교황관
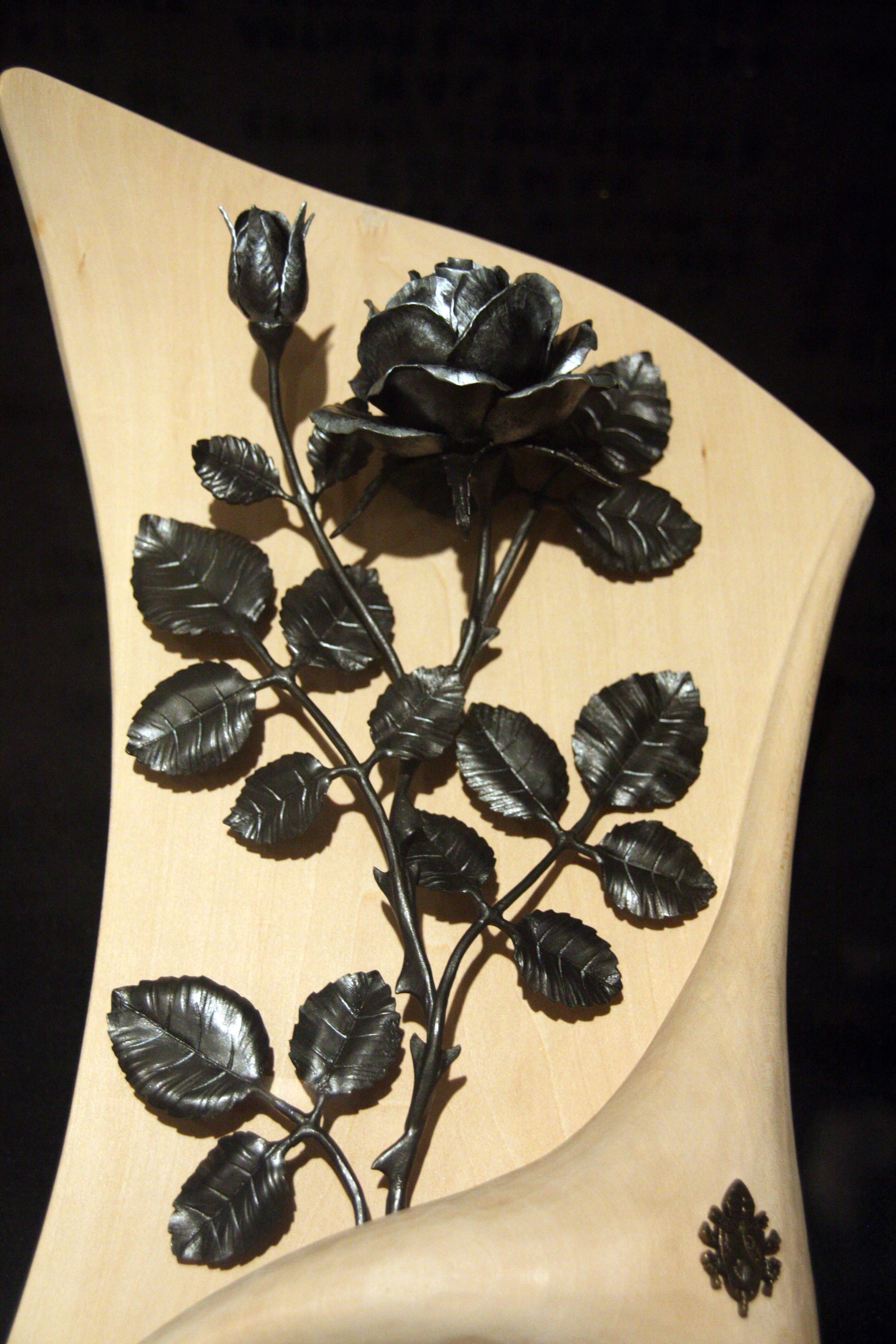
교황 베네딕토 16세가 수여한 황금 장미장

## 같이 보기
- 미국의 로마 가톨릭교회
- 미국의 가톨릭 교구 목록